# Romben Rana
Romben Rana is een bestuurslaag in het regentschap Sumenep van de provincie Oost-Java, Indonesië. Romben Rana telt 1363 inwoners (volkstelling 2010).